# Engwier
Engwier (Fries: Ingwier) is een buurtschap in de gemeente Súdwest-Fryslân, in de Nederlandse provincie Friesland. De buurtschap ligt vlak boven Makkum aan de Engwierderlaan en bestaat uit een vijftal boerderijen en een huis. Engwier was tot 1949 een zelfstandig dorp.

## Geschiedenis
De plaats is ontstaan op een terp. Ten zuiden van Engwier lag een geul, deze begon in de Marneslenk en liep tot de Zuiderzee bij Makkum. Ten noorden van de plaats lag het Sillaardermeer. Later droogde de geul op en in 1775 werd het Sillaardermeer ingepolderd.
In de middeleeuwen was Engwier een dorp dat bestond uit een kerk met drie huizen. Het was het kleinste dorp van de grietenij Wonseradeel. Engwier vormde uiteindelijk samen met buurdorp Wons een kerkelijke combinatie. Deze combinatie hield zo'n 400 jaar stand, tot 1950.
In 1274 werd de plaats vermeld als Abbingheweer. In de 16e eeuw werd de plaats vermeld als Aebingawyer, in 1664 als Engwier en Engwierum of Abbingawier. In de 18e en 19e eeuw Engwier of Abbingawier. De plaatsmaan zou duiden op een verhoogde woonplaats (wier) van de familie Abinga. De verschuiving naar eng komt mogelijk door verwarring met de familienamen  Edinga of Adinga.
Het dorp groeide nauwelijks over de eeuwen heen, wel waren enkele arbeidswoningen gebouwd, waarvan slecht één is overgebleven, van andere zijn alleen restanten teruggevonden. 
In 1949 werd door het gemeentebestuur van de gemeente Wonseradeel besloten dat Engwier geen dorp meer is en werd het bij Makkum gevoegd. Bij hetzelfde besluit werden ook de dorpsstatussen van Oldeklooster annex Bloemkamp en Ugoklooster ingevorderd.
In 2011 ging de gemeente Wonseradeel op in de nieuwe gemeente Súdwest-Fryslân.

## Kerk
De kerk van het dorp stamde uit de 13e of 14e eeuw. Het had een vergelijkbare kerk als die Piaam, van rond 1300. Ondanks geringe grootte van het dorp wist men de kerk en het kerlhof te onderhouden door landverhuur.
Uiteindelijk raakte de kerk toch wat vervallen, en in 1864 viel de toren en westmuur om. Mogelijk door een storm, maar daarover is niks bekend. De kerk werd meerdere malen gestut en aangepast. Maar uiteindelijk besloot een van de bewoners de kerk in zijn geheel te laten herbouwen in 1882. In 1902-03 werd de kerk alweer afgebroken. Het kerkhof op de terp bestaat nog, met één grafsteen.
Steden: Bolsward · Hindeloopen · IJlst · Sneek · Stavoren · Workum

Dorpen en gehuchten: Abbega · Allingawier · Arum · Blauwhuis · Bozum · Breezanddijk · Britswerd · Burgwerd · Cornwerd · Dedgum · Deersum · Edens · Exmorra · Ferwoude · Folsgare · Gaast · Gaastmeer · Gauw · Goënga · Greonterp · Hartwerd · Heeg · Hemelum · Hennaard · Hichtum · Hidaard · Hieslum · Hommerts · Idsegahuizum · IJsbrechtum · Indijk · It Heidenskip · Itens · Jutrijp · Kimswerd · Kornwerderzand · Koudum · Kubaard · Loënga · Lollum · Longerhouw · Lutkewierum · Makkum · Molkwerum · Nijhuizum · Nijland · Offingawier · Oosterend · Oosterwierum · Oosthem · Oppenhuizen · Oudega · Parrega · Piaam · Pingjum · Poppingawier · Rauwerd · Rien · Roodhuis · Sandfirden · Scharl · Scharnegoutum · Schettens · Schraard · Sijbrandaburen · Terzool · Tirns · Tjalhuizum · Tjerkwerd · Uitwellingerga · Waaxens · Warns · Westhem · Wieuwerd · Witmarsum · Wolsum · Wommels · Wons · Woudsend · Zurich

Buurtschappen: Abbegaasterketting · Anneburen · Arkum · Atzeburen · Baarderburen · Baburen · Bernsterburen · De Bieren · De Blokken · De Hel · De Grits · De Kat · De Klieuw · De Polle · De Wieren · Dijksterburen · Doniaburen · Draaisterhuizen · Driehuizen · Eemswoude · Engwerd · Engwier · Exmorrazijl · Feyteburen · Flansum · Galamadammen · Gooium · Grauwe Kat · Grote Wiske · Grotewierum · Harkezijl · Hayum · Hemert · Hidaarderzijl · Hoekens · Hornsterburen · Idzega · Idserdaburen · Indijk (Bozum) · Jet · Jonkershuizen · Jousterp · Jouswerd · Kampen · Kleine Gaastmeer · Kleine Wiske · Kleiterp · Kooihuizen · Koufurderrige  · Kromwal · Koudehuizum · Laaxum · Laad en Zaad · Lippenwoude · Lytshuizen · Makkum (Bozum) · Meilahuizen · Montsamaburen · Nijeburen · Nijeklooster · Nijezijl · Oosthem (Witmarsum) · Osingahuizen · Piekezijl · Remswerd · Rijtseterp · Scharneburen · Schrok · Sieswerd · Sjungadijk · Smallebrugge · Sotterum · Speers  · Strand · Swaanwerd · Swarte Beien · Tsjerkebuorren · Vierhuizen · Viersprong · Vijfhuis · Vissersburen  · Het Vliet· Westerlittens · Wolsumerketting · Wonneburen · Ypecolsga

 Voormalige buurtschappen: Aaksens · Angterp · De Band · Barsum · De Bird · Bittens · Bloemkamp · Bootland · Bovenburen · Doniawier · Goëngamieden · Hiddum · Houw · Knossens · De Nes · Ottenburen · Sandfirderrijp · Slijp · Spijk · De Weeren 

Friesland: Steden en dorpen      Nederland: Provincies · Gemeenten